# Mary Stanislaus MacCarthy
Mary Stanislaus MacCarthy, irska nuna in pesnica, * 1849, † 1897.
Bila je hči pesnika Denisa MacCarthyja.